# Кубок Англії з футболу 2011—2012
Кубок Англії з футболу 2011—2012 — 131-й розіграш найстарішого футбольного турніру у світі, Кубка виклику Футбольної Асоціації, також відомого як Кубок Англії. На момент першого жеребкування розіграшу кубка в ньому було заявлено 825 футбольних клубів, з яких брали участь 763.
Турнір розпочався 20 серпня 2011 року екстрапопереднім раундом і завершився фіналом, який пройшов 5 травня 2012 року на стадіоні «Вемблі».

## Календар
| Раунд                        | Дата              | Матчів | Клубів    | Нові клуби   | Призова сума                               |
| ---------------------------- | ----------------- | ------ | --------- | ------------ | ------------------------------------------ |
| Екстрапопередній раунд       | 20 серпня 2011    | 204    | 763 → 559 | 408: 356—763 | £ 750                                      |
| Попередній раунд             | 3 вересня 2011    | 167    | 559 → 392 | 130: 226—355 | £ 1 500                                    |
| Перший раунд кваліфікації    | 17 вересня 2011   | 116    | 392 → 276 | 65: 161—225  | £ 3 000                                    |
| Другий раунд кваліфікації    | 1 жовтня 2011     | 80     | 276 → 196 | 44: 117—160  | £ 4 500                                    |
| Третій раунд кваліфікації    | 15 жовтня 2011    | 40     | 196 → 156 | —            | £ 7 500                                    |
| Четвертий раунд кваліфікації | 29 жовтня 2011    | 32     | 156 → 124 | 24: 93-116   | £ 12 500                                   |
| Перший раунд                 | 12 листопада 2011 | 40     | 124 → 84  | 48: 45-92    | £ 18 000                                   |
| Другий раунд                 | 3 грудня 2011     | 20     | 84 → 64   | —            | £ 27 000                                   |
| Третій раунд                 | 7 січня 2012      | 32     | 64 → 32   | 44: 1-44     | £ 67 500                                   |
| Четвертий раунд              | 28-29 січня 2012  | 16     | 32 → 16   | —            | £ 90 000                                   |
| П'ятий раунд                 | 18 лютого 2012    | 8      | 16 → 8    | —            | £ 180 000                                  |
| Шостий раунд                 | 17 березня 2012   | 4      | 8 → 4     | —            | £ 360 000                                  |
| Півфінали                    | 14-15 квітня 2012 | 2      | 4 → 2     | —            | Переможені £ 450 000 Переможці £ 900 000   |
| Фінал                        | 5 травня 2012     | 1      | 2 → 1     | —            | Переможені £ 900 000 Переможці £ 1 800 000 |

## Кваліфікаційні раунди
Усі клуби, що беруть участь у змаганнях, але не грають Прем'єр-лізі або в Чемпіоншипі повинні пройти кваліфікаційні раунди.

## Перший раунд
На цій стадії турніру починають грати клуби з Першої та Другої ліг.
Гравцем раунду визнано Стефана Брауна з «Тоттона», який набрав 38 % голосів.
| Дата                      | Господарі           | Рахунок    | Гості               | Глядачі |
| ------------------------- | ------------------- | ---------- | ------------------- | ------- |
| 11 листопада              | Кембридж Юнайтед    | 2:2        | Рексем              | 2 792   |
| 22 листопада Перегравання | Рексем              | 2:1        | Кембридж Юнайтед    | 2 606   |
| 12 листопада              | Ньюпорт Каунті      | 0:1        | Шрусбері Таун       | 2 362   |
| 12 листопада              | Брентфорд           | 1:0        | Бейсінґсток Таун    | 3 553   |
| 12 листопада              | Іст Таррок Юнайтед  | 0:3        | Маклсфілд Таун      | 1 207   |
| 12 листопада              | Геерфорд Бнайтед    | 0:3        | Йовіл Таун          | 2 469   |
| 12 листопада              | Бері                | 0:2        | Кроулі Таун         | 2 436   |
| 12 листопада              | Лутон Таун          | 1:0        | Нортемптон Таун     | 4 799   |
| 12 листопада              | Свіндон Таун        | 4:1        | Гаддерсфілд Таун    | 5 728   |
| 12 листопада              | Редбридж            | 0:0        | Оксфорд Сіті        | 465     |
| 22 листопада Перегравання | Оксфорд Сіті        | 1:2 (д.ч.) | Редбридж            | 1 175   |
| 12 листопада              | Бристоль Роверз     | 3:1        | Корбі Таун          | 2 362   |
| 12 листопада              | Олдем Атлетік       | 3:1        | Бертон Альбіон      | 3 102   |
| 12 листопада              | Престон Норд Енд    | 0:0        | Саутенд Юнайтед     | 6 609   |
| 22 листопада Перегравання | Саутенд Юнайтед     | 1:0        | Престон Норд Енд    | 4 537   |
| 12 листопада              | Деґенем енд Ребридж | 1:1        | Бат Сіті            | 1 125   |
| 23 листопада Перегравання | Бат Сіті            | 1:3 (д.ч.) | Деґенем енд Ребридж | 1 704   |
| 12 листопада              | Гартліпул Юнайтед   | 0:1        | Стівенідж           | 2 744   |
| 12 листопада              | Блайт Спартанс      | 0:2        | Ґейтсгед            | 2 763   |
| 12 листопада              | Альфретон Таун      | 0:4        | Карлайл Юнайтед     | 1 488   |
| 12 листопада              | Честерфілд          | 1:3        | Торкі Юнайтед       | 4 332   |
| 12 листопада              | Кру Александра      | 1:4        | Колчестер Юнайтед   | 2 325   |
| 12 листопада              | Тренмер Роверз      | 0:1        | Челтенгем Таун      | 3 211   |
| 12 листопада              | Челмсфорд Сіті      | 4:0        | Телфорд Юнайтед     | 1 430   |
| 12 листопада              | Гінклі Юнайтед      | 2:2        | Темворт             | 1 906   |
| 22 листопада Перегравання | Темворт             | 1:0        | Гінклі Юнайтед      | 1 583   |
| 12 листопада              | Ексетер Сіті        | 1:1        | Волсолл             | 3 026   |
| 23 листопада Перегравання | Волсолл             | 3:2 (д.ч.) | Ексетер Сіті        | 2 089   |
| 12 листопада              | Бредфорд Сіті       | 1:0        | Рочдейл             | 3 579   |
| 12 листопада              | Нотс Каунті         | 4:1        | Аккрінгтон Стенлі   | 3 613   |
| 12 листопада              | Порт Вейл           | 0:0        | Ґрімсбі Таун        | 4 450   |
| 22 листопада Перегравання | Ґрімсбі Таун        | 1:0        | Порт Вейл           | 1 906   |
| 12 листопада              | Шеффілд Юнайтед     | 3:0        | Оксфорд Юнайтед     | 7 991   |
| 12 листопада              | Саттон Юнайтед      | 1:0        | Кеттерінґ Таун      | 1 532   |
| 12 листопада              | Борнмут             | 3:3        | Джиллінгем          | 4 282   |
| 22 листопада Перегравання | Джиллінгем          | 3:2        | Борнмут             | 4 321   |
| 12 листопада              | Мілтон Кінс Донс    | 6:0        | Нентвіч Таун        | 4 110   |
| 12 листопада              | Тоттон              | 8:1        | Бердфорд Парк Авеню | 2 315   |
| 12 листопада              | Лейтон Орієнт       | 3:0        | Бромлі              | 4 452   |
| 12 листопада              | Вімблдон            | 0:0        | Санторп Юнайтед     | 2 933   |
| 22 листопада Перегравання | Санторп Юнайтед     | 0:1        | Вімблдон            | 2 036   |
| 12 листопада              | Солсбері Сіті       | 3:1        | Арлсі Таун          | 1 298   |
| 11 листопада              | Мейденгед Юнайтед   | 1:1        | Олдершот Таун       | 2 281   |
| 22 листопада Перегравання | Олдершот Таун       | 2:0        | Мейденгед Юнайтед   | 2 181   |
| 12 листопада              | Флітвуд Таун        | 2:0        | Вікем Вондерерз     | 2 711   |
| 12 листопада              | Барроу              | 1:2        | Ротергем Юнайтед    | 3 030   |
| 12 листопада              | Саутпорт            | 1:2        | Барнет              | 1 939   |
| 12 листопада              | Плімут Арґайл       | 3:3        | Стауербридж         | 6 173   |
| 22 листопада Перегравання | Стауербридж         | 2:0        | Плімут Арґайл       | 2 519   |
| 13 листопада              | Галіфакс Таун       | 0:4        | Чарльтон Атлетік    | 4 601   |
| 13 листопада              | Моркам              | 1:2        | Шеффілд Венсдей     | 4 160   |

## Другий раунд
До другого раунду увійшли переможці першого раунду.
Гравцем раунду став Стюарт Нельсон з «Ноттс Каунті», який набрав 43 % голосів.
| Дата                   | Господарі           | Рахунок               | Гості               | Глядачі |
| ---------------------- | ------------------- | --------------------- | ------------------- | ------- |
| 2 грудня               | Флітвуд Таун        | 2:2                   | Йовіл Таун          | 3 319   |
| 13 грудня Перегравання | Йовіл Таун          | 0:2                   | Флітвуд Таун        | 3 276   |
| 3 грудня               | Солісбері Сіті      | 0:0                   | Ґрімсбі Таун        | 2 161   |
| 13 грудня Перегравання | Ґрімсбі Таун        | 2:3 (д.ч.)            | Солісбері Сіті      | 1 880   |
| 3 грудня               | Стауербридж         | 0:3                   | Стівенідж           | 3 067   |
| 3 грудня               | Шеффілд Юнайтед     | 3:2                   | Торкі Юнайтед       | 10 105  |
| 3 грудня               | Колчестер Юнайтед   | 0:1                   | Свіндон Таун        | 3 039   |
| 3 грудня               | Челмсфорд Сіті      | 0:0                   | Маклсфілд Таун      | 2 161   |
| 13 грудня Перегравання | Маклсфілд Таун      | 1:0                   | Челмсфорд Сіті      | 1 607   |
| 3 грудня               | Лейтон Орієнт       | 0:1                   | Джиллінгем          | 3 763   |
| 3 грудня               | Кроулі Таун         | 5:0                   | Редбридж            | 2 494   |
| 3 грудня               | Лутон Таун          | 2:4                   | Челтенгем Таун      | 4 516   |
| 3 грудня               | Брентфорд           | 0:1                   | Рексем              | 3 452   |
| 3 грудня               | Бредфорд Сіті       | 3:1                   | Вімблдон            | 3 432   |
| 3 грудня               | Шрусбері Таун       | 2:1                   | Ротергем Юнайтед    | 4 048   |
| 3 грудня               | Деґенем енд Ребридж | 1:1                   | Волсолл             | 3 452   |
| 13 грудня Перегравання | Волсолл             | 0:0 (д.ч.) (пен. 2:3) | Деґенем енд Ребридж | 1 802   |
| 3 грудня               | Барнет              | 1:3                   | Мілтон Кінс Донс    | 2 608   |
| 3 грудня               | Ґейтсгед            | 1:2                   | Темворт             | 1 163   |
| 3 грудня               | Шеффілд Венсдей     | 1:0                   | Олдершот Таун       | 10 162  |
| 3 грудня               | Саутенд Юнайтед     | 1:1                   | Олдем Атлетік       | 4 613   |
| 13 грудня Перегравання | Олдем Атлетік       | 1:0                   | Саутенд Юнайтед     | 4 207   |
| 3 грудня               | Чарльтон Атлетік    | 2:0                   | Карлайл Юнайтед     | 7 461   |
| 4 грудня               | Тоттон              | 1:6                   | Бристоль Роверз     | 2 236   |
| 4 грудня               | Саттон Юнайтед      | 0:2                   | Ноттс Каунті        | 3 704   |

## Третій раунд
Переможці другого раунду зіграли з усіма командами з Прем'єр-ліги та Чемпіоншипу.
Гравцем раунду став Хатем Бен Арфа з «Ньюкасл Юнайтед», за якого проголосувало 43 % респондентів.
| Дата                   | Господарі                | Рахунок               | Гості                    | Глядачі |
| ---------------------- | ------------------------ | --------------------- | ------------------------ | ------- |
| 6 січня                | Ліверпуль                | 5:1                   | Олдем Атлетік            | 44 558  |
| 7 січня                | Бірмінгем Сіті           | 0:0                   | Вулвергемптон Вондерерз  | 14 594  |
| 18 січня Перегравання  | Вулвергемптон Вондерерз  | 0:1                   | Бірмінгем Сіті           | 10 153  |
| 7 січня                | Деґенем енд Ребридж      | 0:0                   | Мілволл                  | 3 396   |
| 17 січня Перегравання  | Мілволл                  | 5:0                   | Деґенем енд Ребридж      | 3 751   |
| 7 січня                | Ноттінгем Форест         | 0:0                   | Лестер Сіті              | 18 477  |
| 17 січня Пенрегравання | Лестер Сіті              | 4:0                   | Ноттінгем Форест         | 16 210  |
| 7 січня                | Кроулі Таун              | 1:0                   | Бристоль Сіті            | 3 779   |
| 7 січня                | Донкастер Роверз         | 0:2                   | Ноттс Каунті             | 9 535   |
| 7 січня                | Тоттенхем Хотспур        | 3:0                   | Йовіл Таун               | 35 672  |
| 7 січня                | Мілтон Кінс Донс         | 1:1                   | Квінз Парк Рейнджерс     | 19 506  |
| 17 січня Перегравання  | Квінз Парк Рейнджерс     | 1:0                   | Мілтон Кінс Донс         | 10 885  |
| 7 січня                | Халл Сіті                | 3:1                   | Іпсвіч Таун              | 10 246  |
| 7 січня                | Кавентрі Сіті            | 1:2                   | Саутгемптон              | 9 000   |
| 7 січня                | Брайтон енд Гоув Альбіон | 1:1                   | Рексем                   | 18 573  |
| 18 січня Перегравання  | Рексем                   | 1:1 (д.ч.) (пен. 4:5) | Брайтон енд Гоув Альбіон | 8 316   |
| 7 січня                | Фулхем                   | 4:0                   | Чарльтон Атлетік         | 20 317  |
| 7 січня                | Норвіч Сіті              | 4:1                   | Бернлі                   | 22 898  |
| 7 січня                | Дербі Каунті             | 1:0                   | Крістал Пелес            | 10 113  |
| 7 січня                | Флітвуд Таун             | 1:5                   | Блекпул                  | 5 092   |
| 7 січня                | Свіндон Таун             | 2:1                   | Віган Атлетік            | 10 488  |
| 7 січня                | Барнслі                  | 2:4                   | Свонсі Сіті              | 7 380   |
| 7 січня                | Маклсфілд Таун           | 2:2                   | Болтон Вондерерз         | 5 757   |
| 17 січня Перегравання  | Болтон Вондерерз         | 2:0                   | Маклсфілд Таун           | 9 466   |
| 7 січня                | Ньюкасл Юнайтед          | 2:1                   | Блекберн Роверз          | 30 876  |
| 7 січня                | Евертон                  | 2:0                   | Тамворт                  | 27 564  |
| 7 січня                | Шеффілд Юнайтед          | 3:1                   | Солісбері Сіті           | 10 488  |
| 7 січня                | Джиллінгем               | 1:3                   | Сток Сіті                | 9 872   |
| 7 січня                | Вотфорд                  | 4:2                   | Бредфорд Сіті            | 8 935   |
| 7 січня                | Вест Бромвіч Альбіон     | 4:2                   | Кардіфф Сіті             | 12 454  |
| 7 січня                | Редінг                   | 0:1                   | Стівенідж                | 11 295  |
| 7 січня                | Бристоль Роверз          | 1:3                   | Астон Вілла              | 10 883  |
| 8 січня                | Манчестер Сіті           | 2:3                   | Манчестер Юнайтед        | 46 808  |
| 8 січня                | Челсі                    | 4:0                   | Портсмут                 | 41 259  |
| 8 січня                | Шеффілд Венсдей          | 1:0                   | Вест Хем Юнайтед         | 17 916  |
| 8 січня                | Пітерборо Юнайтед        | 0:2                   | Сандерленд               | 8 954   |
| 9 січня                | Арсенал                  | 1:0                   | Лідс Юнайтед             | 59 615  |

## Четвертий раунд
У цьому раунді зіграли переможці попереднього етапу.
| Дата                  | Господарі                | Рахунок    | Гості             | Глядачі |
| --------------------- | ------------------------ | ---------- | ----------------- | ------- |
| 27 січня              | Вотфорд                  | 0:1        | Тоттенхем Хотспур | 15 384  |
| 27 січня              | Евертон                  | 2:1        | Фулхем            | 25 300  |
| 28 січня              | Квінз Парк Рейнджерс     | 0:1        | Челсі             | 15 728  |
| 28 січня              | Ліверпуль                | 2:1        | Манчестер Юнайтед | 43 952  |
| 28 січня              | Дербі Каунті             | 0:2        | Сток Сіті         | 22 247  |
| 28 січня              | Стівенідж                | 1:0        | Ноттс Каунті      | 4 439   |
| 28 січня              | Блекпул                  | 1:1        | Шеффілд Венсдей   | 16 210  |
| 7 лютого Перегравання | Шеффілд Венсдей          | 0:3        | Блекпул           | 10 274  |
| 28 січня              | Вест Бромвіч Альбіон     | 1:2        | Норвіч Сіті       | 17 434  |
| 28 січня              | Халл Сіті                | 0:1        | Кроулі Таун       | 14 473  |
| 28 січня              | Шеффілд Юнайтед          | 0:4        | Бірмінгем Сіті    | 18 072  |
| 28 січня              | Лестер Сіті              | 2:0        | Свіндон Таун      | 19 942  |
| 28 січня              | Мілволл                  | 1:1        | Саутгемптон       | 8 278   |
| 7 лютого Перегравання | Саутгемптон              | 2:3        | Мілволл           | 8 493   |
| 28 січня              | Болтон Вондерерз         | 2:1        | Свонсі Сіті       | 11 597  |
| 28 січня              | Брайтон енд Гоув Альбіон | 1:0        | Ньюкасл Юнайтед   | 21 558  |
| 29 січня              | Сандерленд               | 1:1        | Мідлсбро          | 33 275  |
| 7 лютого Перегравання | Мідлсбро                 | 1:2 (д.ч.) | Сандерленд        | 26 707  |
| 29 січня              | Арсенал                  | 3:2        | Астон Вілла       | 60 019  |

## П'ятий раунд
На цьому етапі зіграють переможці попереднього раунду.
| Дата                   | Господарі         | Рахунок | Гості                    | Глядачі |
| ---------------------- | ----------------- | ------- | ------------------------ | ------- |
| 18 лютого              | Челсі             | 1:1     | Бірмінгем Сіті           | 36 870  |
| 18 лютого              | Евертон           | 2:0     | Блекпул                  | 38 347  |
| 18 лютого              | Норвіч Сіті       | 1:2     | Лестер Сіті              | 26 658  |
| 18 лютого              | Мілволл           | 0:2     | Болтон Вондерерз         | 11 304  |
| 18 лютого              | Сандерленд        | 2:0     | Арсенал                  | 26 042  |
| 19 лютого              | Кроулі Таун       | 0:2     | Сток Сіті                | 4 214   |
| 19 лютого              | Стівенідж         | 0:0     | Тоттенхем Хотспур        |         |
| 19 лютого              | Ліверпуль         | 6:1     | Брайтон енд Гоув Альбіон | 43 940  |
| 6 березня Перегравання | Бірмінгем Сіті    | 0:2     | Челсі                    | 21 822  |
| 7 березня Перегравання | Тоттенхем Хотспур | 3:1     | Стівенідж                | 35 757  |

## Шостий раунд
На цьому етапі зіграють переможці попереднього раунду.
| Дата                    | Господарі         | Рахунок              | Гості            | Глядачі |
| ----------------------- | ----------------- | -------------------- | ---------------- | ------- |
| 17 березня              | Евертон           | 1:1                  | Сандерленд       | 38 875  |
| 27 березня Перегравання | Сандерленд        | 0:2                  | Евертон          | 24 938  |
| 17 березня              | Тоттенхем Хотспур | 1:1 (Матч зупинено)* | Болтон Вондерерз |         |
| 27 березня Перегравання | Тоттенхем Хотспур | 3:1                  | Болтон Вондерерз | 30 718  |
| 18 березня              | Челсі             | 5:2                  | Лестер Сіті      | 38 276  |
| 18 березня              | Ліверпуль         | 2:1                  | Сток Сіті        | 43 962  |

* Матч зупинено на 42 хвилині матчу після того, як гравець «Болтона» Фабріс Муамба знепритомнів на полі. Суддя Говард Вебб зупинив матч.

## Півфінали
У півфіналах зіграють команди, що перемогли на попередньому етапі.
| Дата      | Господарі         | Рахунок | Гості   | Глядачі |
| --------- | ----------------- | ------- | ------- | ------- |
| 14 квітня | Ліверпуль         | 2:1     | Евертон | 87 231  |
| 15 квітня | Тоттенхем Хотспур | 1:5     | Челсі   | 85 731  |

## Фінал
Фінал відбувся 5 травня 2012 на стадіоні «Вемблі».
| Дата     | Господарі | Рахунок | Гості     | Глядачі |
| -------- | --------- | ------- | --------- | ------- |
| 5 травня | Челсі     | 2:1     | Ліверпуль |         |